# In Your Eyes (canción de Peter Gabriel)
"In Your Eyes" es una canción del músico inglés de Rock progresivo, Peter Gabriel de su quinto álbum en solitario So. Presenta a Youssou N'Dour cantando una parte al final de la canción traducida a su Wolof nativo. Las letras de Gabriel se inspiraron en una tradición africana de ambigüedad en las canciones entre el amor romántico y el amor de Dios.
"In Your Eyes" no se lanzó como sencillo en el Reino Unido, pero se retiró como el segundo sencillo del álbum So en los EE. UU., logrando una fuerte difusión radial y una rotación regular por MTV. Alcanzó el número 1 del US Billboard Hot Mainstream Rock Tracks, en los EE. UU. Billboard la selecciono el 13 de septiembre de 1986, y alcanzó el puesto 26 en el Billboard en noviembre. Gabriel lanzó dos versiones extendidas de la canción como un sencillo de vinilo de 12 "en los EE. UU. El primero (el Single Mix) duró 6:15. El segundo (el Special Mix) duró 7:14. En Australia, "In Your Eyes" alcanzó su punto máximo en el puesto 97 en noviembre de 1986.
La canción apareció en la película drama adolescente Say Anything... (1989) protagonizada por John Cusack y Ione Skye. La canción fue el final del Secret World Tour y la pista final del álbum Secret World Live de 1994, donde tiene más de 11 minutos de duración e incluye la letra adicional del Special Mix, además de solos de los otros cantantes e intérpretes. Se incluyó en la versión estadounidense de su compilación de 2003 Hit, pero no en las versiones europeas o japonesas.
En 2005, la canción le dio a Gabriel su primer sencillo de oro, certificado en los EE. UU. por la RIAA.ref>Peter Gabriel – "In Your Eyes"Archivado el 3 de septiembre de 2008 en Wayback Machine.. RIAA. If necessary, click Advanced, then click Format, then select Single, then click SEARCH</ref>

## Trasfondo
Inspirándose en un viaje a una catedral en Barcelona, España, Gabriel escribió la letra de otra canción de la era So, "Sagrada". Esta canción fue descartada desde el principio, aunque algunos elementos, incluida la melodía vocal y los cambios de acordes, se transfirieron a "In Your Eyes".
La canción comienza con un acorde de teclado sostenido de Gabriel. Después del acorde, Manu Katché entra con algunos ritmos de percusión de ritmo mundial tocados en instrumentos como el tambor parlante africano.
Al determinar el orden de las pistas del álbum, Gabriel quería tener "In Your Eyes" como pista final, pero su línea de bajo prominente significaba que tenía que colocarse antes en la edición de vinilo donde el fonógrafo stylus tenía más espacio para vibrar. Esta restricción ya no fue un problema para los lanzamientos de CD posteriores y la pista se colocó al final del álbum.

## Say Anything...
La canción se usó dos veces en la película estadounidense de 1989 Cameron Crowe, Say Anything..., así como su tráiler. Una escena icónica de la película ocurre cuando Lloyd Dobler, con el corazón roto, le da una serenata a su exnovia, Diane Court, afuera de la ventana de su habitación sosteniendo un boombox sobre su cabeza y tocando la canción para ella. Repopularizada por su uso en la película, la canción volvió a entrar en las listas de éxitos de EE. UU., pero por poco no logró entrar en el top 40 en su segunda carrera, alcanzando el puesto 41.
Crowe dice que Rosanna Arquette, quien se cree que fue la inspiración para la canción, alentó a Peter Gabriel a considerar permitir que la película usara la canción. Gabriel pidió ver la película de Crowe y Crowe le pidió a la productora que le enviara a Gabriel un montaje preliminar. Gabriel aprobó el uso de su canción, pero le dijo a Crowe que estaba preocupado por la sobredosis del personaje principal al final; el estudio había enviado por error a Gabriel para la película Wired.
En una entrevista de septiembre de 2012 con Rolling Stone, discutiendo el 25 aniversario de So, Gabriel comentó sobre el impacto cultural de la escena, "Definitivamente le dio [a la canción] una segunda vida, porque ahora se parodia con tanta frecuencia en los programas de comedia y es uno de los días modernosRomeo y Julieta" clichés de balcón. Hablé con John Cusack sobre eso. Estamos atrapados juntos en un momento minúsculo de la cultura contemporánea". En octubre de 2012, mientras Gabriel tocaba los primeros compases de la canción durante una actuación en el Hollywood Bowl, Cusack subió al escenario, le entregó un boombox e hizo una reverencia, antes de marcharse rápidamente de nuevo. . Cameron Crowe también estuvo presente en el concierto y luego tuiteó "Peter Gabriel y John Cusack en el escenario juntos en el Hollywood Bowl esta noche. No lo olvidaré... nunca".

## Personal
- Manu Katché – batería, tambor parlante, percusión
- Jerry Marotta – batería adicional
- Larry Klein – bajo
- Tony Levin – bajo
- David Rhodes – guitarras, coros
- Peter Gabriel – voz principal y coros, CMI, piano, sintetizador
- Richard Tee – piano
- Youssou N'Dour – voz invitada
- Michael Been – coros
- Jim Kerr – coros
- Ronnie Bright – voz de bajo
- Kevin Killen – mezclador

## Listas
| Listas (1985/1986)                      | Máxima posición |
| --------------------------------------- | --------------- |
| Australia (Kent Music Report)           | 97              |
| Canada Top Singles (RPM)                | 29              |
| Nueva Zelanda (Recorded Music NZ)       | 50              |
| US Billboard Hot 100                    | 26              |
| US Billboard Hot Mainstream Rock Tracks | 1               |